# Plamen Dontchev
Plamen Dontchev (en bulgare : Пламен Дончев ; SBOTCC : Plamen Donchev), né le 1er novembre 1938 à Gigen, est un acteur bulgare.

## Filmographie
- 1977 : Avantage de Guéorgui Dioulguérov